# Indjé Voïvoda
Indjé Voïvoda (en bulgare Индже войвода ; 1755-1821) est un voïvode réputé, chef d’une bande de Haïdouks opérant dans la Bulgarie Ottomane. 
D’abord criminel il devient par la suite un des premiers révolutionnaires bulgares, défenseur des pauvres puis militaire au sein de la garde royale du prince de Moldavie. Il est surtout un personnage prépondérant du folklore bulgare. 

## Biographie
De son vrai nom Stoyan, le lieu de naissance d'Indjé n'est pas précisément connu : la légende le fait naître à Sliven mais les historiens bulgares ont émis plusieurs hypothèses concernant son lieu de naissance qui serait situé entre Sliven et Edirne. Son père décède tôt et sa mère se remarie à Sliven. Son beau-père l'envoie à l'âge de 7 ans à l'école des Janissaires à Istanbul où lui est attribué son surnom qui signifie en turc « Le Fin ».
Doté d’une grande capacité athlétique il est affecté à une unité « d’exterminateurs de voleurs ». Après avoir éliminé le leader turc de la bande il en est proclamé le chef par ses camarades. Ils se tournent alors vers le crime devenant une bande de Haïdouks.

En 1792 Indjé rejoint les Kurdjalis (bandes de déserteurs ottomans  qui pillent les villages chrétiens au XIXe siècle). Il  est probablement en liaison avec Karafeiz de Breznik, l’un des plus fameux agitateurs de l’époque Kurdjalis. À cette époque, ils pillent et terrorisent plusieurs régions et villes bulgares comme Kotel, Zheravna, Kalofer , Karnobat, Elena, Gabrovo … 
C’est à partir de 1800 qu’il cesse ses activités criminelles pour se tourner vers la lutte révolutionnaire contre l’Empire ottoman, prenant exemple sur la première insurrection serbe. 

En 1806 il émigre au nord du Danube. Il se marie et a un enfant. Réfugié dans la Principauté de Moldavie, il entre au service de la garde Royale du Prince à Lasi.
À cause de la révolution de 1821 en Moldavie et Valachie de Tudor Vladimirescu il est contraint de fuir vers l'Empire russe, d’où il prend les armes au côté de l’armée révolutionnaire. 

"Capitaine Indjé" joue un rôle décisif en tant que Commandant mais il meurt dans la bataille de Sculeni contre les forces ottomanes.

## Postérité
De toute évidence la vie de Indje Voivode est entourée d’un épais mystère et participe au folklore bulgare. La connaissance qu'on a de lui se transmet majoritairement à travers les chants traditionnels bulgares. Pour autant il est sans aucun doute un des Bulgares les plus importants de la fin du XVIIIe siècle et a ouvert le pas aux révolutionnaires tels que Rakovski.
Dans le sud-est de la Bulgarie existe un village portant le nom « Indjé Voïvoda » 